# ارخ کوچک
آرخ کوچک، روستایی در دهستان فراغی بخش مرکزی شهرستان ترکمن استان گلستان ایران است.

## جمعیت
بر پایه سرشماری عمومی نفوس و مسکن در سال ۱۳۹۵ جمعیت این مکان ۷۲۱ نفر (۱۶۳خانوار) بوده‌است.